# Lista de ecomuseus de Portugal
Esta é uma lista (incompleta e em desenvolvimento) de ecomuseus de Portugal, que podem ou não estar activos.
A lista está ordenada por nome de Ecomuseu mas pode ser ordenada, por exemplo, por Localidade, Distrito (ou Região Autónoma), NUTS II ou data de inauguração.
| Ecomuseu                        | Localidade       | Distrito  | NUTS II  | Inauguração         | Ligação                 | Ref.                |
| ------------------------------- | ---------------- | --------- | -------- | ------------------- | ----------------------- | ------------------- |
| Ecomuseu Salinas de Rio Maior   | Rio Maior        | Santarém  | Centro   | 18 de março de 2011 | Página                  | [ 1 ]               |
| Ecomuseu da Ilha de São Jorge   | Velas            | Açores    | Açores   | n.d.                | Sítio                   | [ 2 ]               |
| Ecomuseu de Aboim da Nóbrega    | Aboim da Nóbrega | Braga     | Norte    | n.d.                | Página                  | [ 3 ]               |
| Ecomuseu de Barroso             | Montalegre       | Vila Real | Norte    | 10 de julho de 2009 | Sítio                   | [ 4 ] [ 5 ]         |
| Ecomuseu de Góis                | Góis             | Coimbra   | Centro   | n.d.                | n.d.                    | [ 6 ]               |
| Ecomuseu de Martinchel          | Martinchel       | Santarém  | Centro   | n.d.                | n.d.                    | [ 7 ]               |
| Ecomuseu de Recursos Florestais | Vendas Novas     | Évora     | Alentejo | n.d.                | Página                  | [ 8 ] [ 9 ]         |
| Ecomuseu de Redondo             | Redondo          | Évora     | Alentejo | 28 de março de 2009 | Página[ligação inativa] | [ 6 ] [ 10 ] [ 11 ] |
| Ecomuseu de São Pedro de Rates  | Póvoa de Varzim  | Porto     | Norte    | 21 de abril de 2007 | Página                  | [ 12 ]              |
| Ecomuseu de Vila Chã de Sá      | Vila Chã de Sá   | Viseu     | Centro   | 29 de julho de 2007 | Página                  | [ 13 ]              |
| Ecomuseu de Vildemoinhos        | Vildemoinhos     | Viseu     | Centro   | n.d.                | n.d.                    | [ 14 ] [ 15 ]       |
| Ecomuseu do Guadiana            | Mértola          | Beja      | Alentejo | n.d.                | n.d.                    | [ 6 ]               |
| Ecomuseu do Zêzere              | Belmonte         | Guarda    | Centro   | 26 de abril de 2001 | Sítio                   | [ 16 ]              |
| Ecomuseu Marinha da Troncalhada | Aveiro           | Aveiro    | Centro   | n.d.                | Página                  | [ 6 ]               |
| Ecomuseu Municipal do Seixal    | Seixal           | Setúbal   | Lisboa   | 1982                | Pàgina                  | [ 6 ] [ 17 ]        |
| Ecomuseu Terra Mater            | Miranda do Douro | Bragança  | Norte    | 30 de abril de 2010 | Sítio                   | [ 18 ]              |